# Tina Hermes

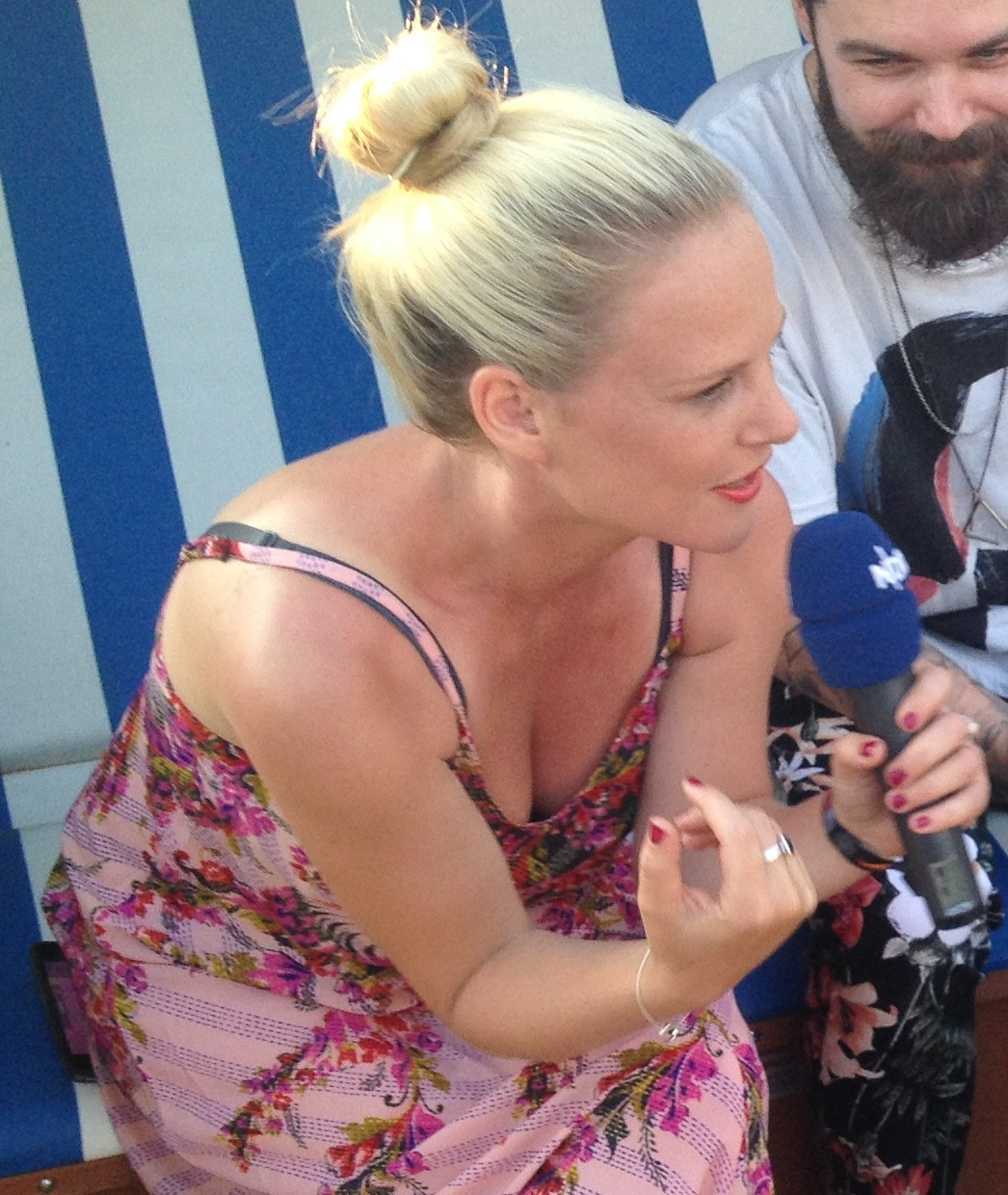
Tina Hermes beim Deichbrand-Festival 2014 in Cuxhaven

Hermes im NDR Studio

Tina Hermes (geb. Zemmrich) (* 12. März 1982 in Freiberg) ist eine deutsche Journalistin, Autorin und Fernsehmoderatorin.

## Leben
Tina Hermes wuchs in Sayda im Erzgebirge auf und begann schon früh mit Skilanglauf. In ihrer Jugend besuchte sie das Sportinternat in Oberwiesenthal. In der Sportart Rollski wurde sie Deutsche Meisterin und gewann WM-Gold im Mannschaftswettbewerb.
Sie studierte Germanistik, Psychologie und Angewandte Sprachwissenschaften an der Universität Siegen 
und lebt heute mit ihrer Familie in Hannover.

## Moderationen

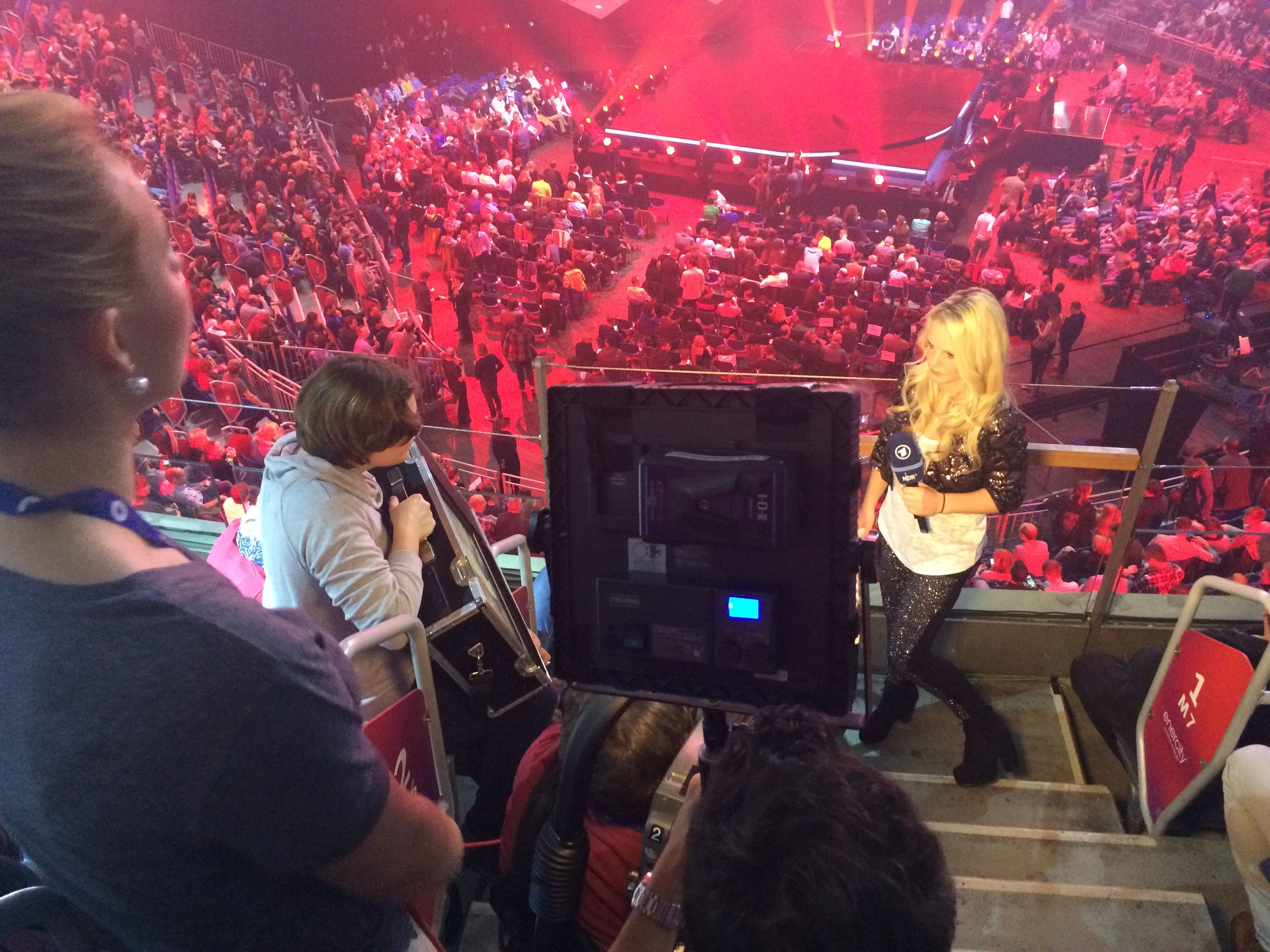
Tina Hermes beim ESC-Vorentscheid in Hannover 2015

Tina Hermes ist als Moderatorin und Reporterin vor allem für NDR und ARD tätig. Seit 2012 moderiert sie aktuelle Nachrichten- und Magazinformate. Dazu gehören: „NDR Info“, „Hallo Niedersachsen“, „Niedersachsen 18 Uhr“ und „Nordtour“. Sie war mehrfach für das ARD-Morgenmagazin, Mittagsmagazin, die Tagesschau und Tagesthemen im Einsatz.
2021 moderierte sie das YouTube-Format „Blindfolded“, u. a. mit Udo & Wilke, David Friedrich und Ewa Tomko. 
Außerdem moderiert sie regelmäßig Bühnenveranstaltungen und Events und ist als Sprecherin tätig.

## Autorin
Sie realisiert immer wieder längere Dokumentationen und Reportagen. So begleitete sie 2012 wochenlang Drogenfahnder in Hannover. 2013 und 2014 beobachtete sie ein Jahr lang das Leben von ausgewilderten Luchsen im Harz. Ihre einstündige Reportage über „Linden“, einen Stadtteil von Hannover, wurde regional kontrovers diskutiert.

## Schauspiel
Im Kinofilm „About a hero“, in dem es um künstliche Intelligenz geht, spielt Hermes die Rolle einer Talkshow-Moderatorin. Die Dreharbeiten fanden im Herbst 2023 statt. Das genaue Veröffentlichungsdatum wurde bisher nicht bekannt gegeben.

## Auszeichnung
2011 erhielt sie einen Sonderpreis beim Bremer Fernsehpreis für ihren Film „Der Tag, als der Regen kam“.